# Praia da Cordoama
Praia da Cordoama
A Praia da Cordoama situa-se na freguesia de Vila do Bispo e Raposeira, município de Vila do Bispo, ao norte do Cabo de São Vicente, a nordeste da Praia do Castelejo e a sudoeste da Praia da Barriga.
Possui acesso de carro por estrada alcatroada e dois parques de estacionamento. Tem um extenso areal rodeado de falésias e é muito tranquila. Na praia desagua um pequeno riacho.
A praia é muito bonita e a bandeira costuma estar amarela, pois o mar é bastante ondulado.